# 中国国际广播电台万象分台
中国国际广播电台万象分台（英语：CRI Vientiane）是中国国际广播电台在海外的广播分台之一，于2006年11月19日开播，是中国国际广播电台的第3个海外广播分台，办公室设于老挝万象。目前每天播出11.5小时节目，通过FM 93MHz及网络广播播出节目，广播范围覆盖万象地区。

## 历史
- 2006年11月19日 - 开播。

## 各语种播出时段
时间：UTC+7
- 老挝语：11:00-13:00，17:00-19:00，20:00-22:30
- 英语：10:00-11:00，13:00-15:00，参见中国国际广播电台英语环球广播
- 普通话：15:00-17:00，参见中国国际广播电台华语广播